# Front d'Esquerres (1977)
El Front d' Esquerres (en español: Frente de Izquierdas de Cataluña) fue un proyecto de coalición con el Partit Socialista de Catalunya-Reagrupament como principal promotor y con Esquerra Republicana de Catalunya, Front Nacional de Catalunya y Estat Català como miembros para las Elecciones generales de España de 1977.
La coalición tiene como punto de partida la reunión del secretariado permanente de el Partit Socialista de Catalunya-Reagrupament celebrada el 13 de octubre de 1976. En esta se aprueba la construcción de un frente amplio democrático que excluya a a los comunistas. Se interesaron de primeras Esquerra Republicana de Catalunya y Esquerra Democràtica de Catalunya e iniciaron contactos para ampliar el acuerdo a otros partidos. En enero de 1977 Esquerra Democràtica de Catalunya  se descuelga del pacto para ir con Convergencia Democrática de Cataluña. Posteriormente se añaden al pacto Front Nacional de Catalunya  y Estat Català. La coalición se presenta en público el 11 de marzo de 1977.
El programa con el que se presenta para las próximas elecciones que se iban a realizar, se puede resumir en estos cuatro puntos:
- Amnistía por todos los delitos cometidos en el transcurso de realizar actividades políticas y sindicales consideradas ilegales
- Restablecimiento de el Estatuto de autonomía de Cataluña de 1932 y de la Generalidad , regreso del President Tarradellas
- Libertad de conciencia, de expresión, reunión y de asociación
- Realización de reformas sociales, económicas y culturales que lleven a una democracia que pueda homologar a las democracias europeas e integrarse en una Europa democrática.
Se intenta integrar al Partit Socialista de Catalunya-Congrés, pero este rechaza el pacto, también se apunta informaciones de la época que José María Socías y su grupo de seguidores políticos se integrarían en la coalición. Y Manuel Almodovar que era la cabeza visible de Reforma Social Española en Cataluña estaba predispuesto a integrarse en la candidatura. Pero pronto surgen dudas, sobre todo en el PSC-R, por la falta de suficiente músculo financiero para emprender una campaña electoral, e intentan integrarse en un bloque más amplio. Al final el día 3 de mayo el Partit Socialista de Catalunya-Reagrupament se integra  en el Pacte Democràtic per Catalunya  y  el Front Nacional de Catalunya le sigue. Queda al margen de ese acuerdo Esquerra Republicana de Catalunya por el tono moderado que Pujol pensaba dar a la campañaque buscara otras vías para presentarse a las elecciones.
Una frustrada Unió d,Esquerra de Catalunya surgida de la convergencia de Esquerra Republicana de Catalunya, indepedientes y escindidos del Partit Socialista de Catalunya-Reagrupament y de Esquerra Democràtica de Catalunya como plataforma de apoyo a Tarradellas en Marzo de 1978 es el último intento por llevar a cabo el Front.